# 沙墩水库
沙墩水库是中国湖北省咸宁市崇阳县境内的一座水库，位于大市河上游，建于1976年。水库正常库容为818万立方米，集雨面积为6.5平方千米，海拔为182米。